# قزل ارسلان
اتابک عثمان بن ایلدگز قزل ارسلان پسر اتابک شمس‌الدین ایلدگز (بنیان‌گذار دودمان اتابکان آذربایجان) است. او پس از برادرش اتابک نصرت‌الدین محمد و از سال ۱۱۸۶ میلادی (۵۸۲ هجری) تا سال ۱۱۹۱ میلادی (۵۸۷ هجری) به مدت ۵ سال بر آذربایجان حکومت کرد و سومین پادشاه از دودمان اتابکان آذربایجان بود.
اتابک عثمان قزل ارسلان در دورهٔ سلطنت برادرش اتابک نصرت‌الدین محمد به مقام حکومت تبریز رسیده بود و پس از مرگ برادر، ابتدا پایتخت اتابکان آذربایجان را از اردبیل به تبریز منتقل کرد و سپس در این شهر بر تخت پادشاهی نشست. پس از ۵ سال حکومت، برادرزاده‌اش اتابک نصرت‌الدین ابوبکر (یا یکی از فدائیان اسماعیلیه) در سپتامبر ۱۱۹۱ میلادی (شعبان ۵۸۷ هجری) او را کشت و به جایش بر تخت سلطنت جلوس کرد.

## در ادبیات
سعدی شعری دربارۀ او سروده است:
| قزل ارسلان قلعه‌ای سخت داشت     |  | که گردن به الوند بر می‌فراشت  |
| نه اندیشه از کس نه حاجت به هیچ |  | چو زلف عروسان رهش پیچ پیچ    |
| چنان نادر افتاده در روضه‌ای     |  | که بر لاجوردی طبق بیضه‌ای     |
| شنیدم که مردی مبارک حضور       |  | به نزدیک شاه آمد از راه دور  |
| حقایق شناسی، جهاندیده‌ای        |  | هنرمندی، آفاق گردیده‌ای       |
| بزرگی، زبان آوری کاردان        |  | حکیمی، سخنگوی بسیاردان       |
| قزل گفت چندین که گردیده‌ای      |  | چنین جای محکم دگر دیده‌ای؟    |
| بخندید کاین قلعه‌ای خرم است     |  | ولیکن نپندارمش محکم است      |
| نه پیش از تو گردن کشان داشتند  |  | دمی چند بودند و بگذاشتند؟    |
| نه بعد از تو شاهان دیگر برند   |  | درخت امید تو را بر خورند؟    |
| ز دوران ملک پدر یاد کن         |  | دل از بند اندیشه آزاد کن     |
| چنان روزگارش به کنجی نشاند     |  | که بر یک پشیزش تصرف نماند    |
| چو نومید ماند از همه چیز و کس  |  | امیدش به فضل خدا ماند و بس   |
| بر مرد هشیار دنیا خس است       |  | که هر مدتی جای دیگر کس است   |
| چنین گفت شوریده‌ای در عجم       |  | به کسری که ای وارث ملک جم    |
| اگر ملک بر جم بماندی و بخت     |  | تو را کی میسر شدی تاج و تخت؟ |
| اگر گنج قارون به دست آوری      |  | نماند مگر آنچه بخشی، بری     |